# Úrvalsdeild 1916
Thống kê của Úrvalsdeild mùa giải 1916.

## Tổng quan
Có 3 đội tham gia và Fram giành chức vô địch.

## Bảng xếp hạng
| Vị thứ | Câu lạc bộ | St | T | H | B | BT | BB | HS | Đ |
| 1      | Fram       | 2  | 1 | 1 | 0 | 4  | 3  | +1 | 3 |
| 2      | KR         | 2  | 0 | 2 | 0 | 5  | 5  | +0 | 2 |
| 3      | Valur      | 2  | 0 | 1 | 1 | 4  | 5  | -1 | 1 |